# Trans Canada Airlines

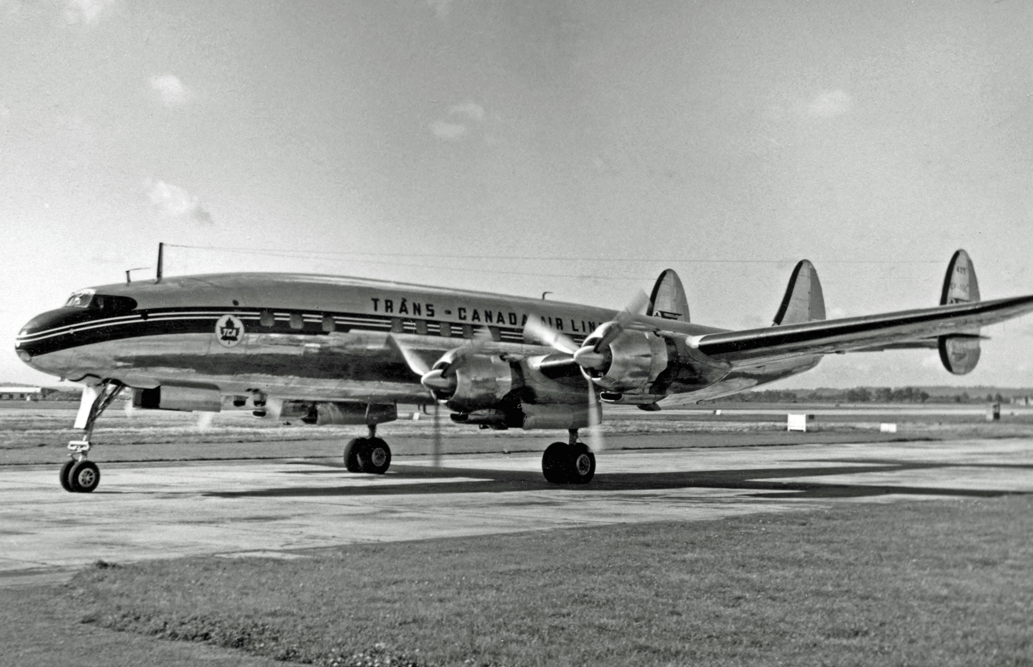
Trans Canada Airlines

Trans Canada Air Lines (también TCA en inglés, y Air Canada en francés) era una aerolínea canadiense que operaba como compañía de bandera. Su sede corporativa se encontraba en Montreal, Quebec. 
TCA fue creada por la empresa pública de ferrocarriles Canadian National Railways, y su primer vuelo tuvo lugar el 1 de septiembre de 1937 entre Vancouver, Columbia Británica y Seattle, Washington.
TCA nace en parte del deseo de la dirección de CNR de expandir la compañía al nuevo negocio de la aviación comercial. Anteriormente a TCA no había existido ninguna compañía aérea de ámbito nacional en Canadá. Con la guerra acechando y con la pujanza que en otros países (principalmente en los Estados Unidos) estaba experimentando la aviación comercial, el gobierno consideró necesario que Canadá debía estar presente. CNR era la mayor corporación del país en aquel tiempo resultó ser un efectivo vehículo para la creación de una aerolínea nacional.
Es interesante que TCA entró en competencia directa con su matriz CNR en el transporte de viajeros, y contribuyó al declive del servicio ferroviario de pasajeros a la vez que Canadá entraba en los años de los pioneros de la aviación. En respuesta a la creación de TCA por parte de CNR, su competidora Canadian Pacific Railway creó Canadian Pacific Air Lines en 1942.
En 1964, una ley del Parlamento Canadiense cambió el nombre de Trans-Canada Air Lines a "Air Canada", que era el nombre empleado por la compañía en francés, ley que entró en vigor el 1 de enero de 1965. A finales de los 70, Canadian National Railways se deshizo de Air Canada, convirtiéndose la aerolínea en una empresa pública aparte, empresa pública que a su vez fue privatizada en 1989.

## Accidentes e incidentes
- Vuelo 831 de Trans-Canada Air Lines: 29 de noviembre de 1963, 118 muertos.

- Datos: Q3537318
- Multimedia: Trans Canada Airlines / Q3537318